# Bad Adelholzen

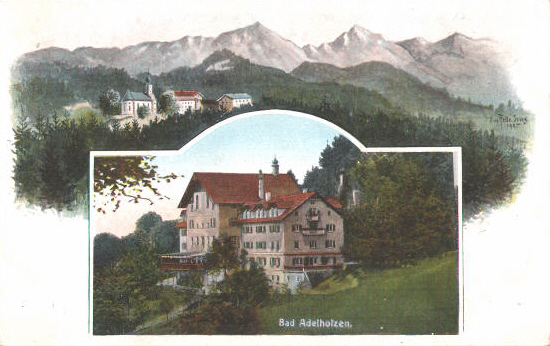
Bad Adelholzen, Ansichtskarte von Eugen Felle, Anfang des 20. Jahrhunderts

Bad Adelholzen ist ein Gemeindeteil der Gemeinde Siegsdorf im oberbayerischen Landkreis Traunstein.

## Geographie
Bad Adelholzen liegt zwischen Siegsdorf und Bergen nahe dem Hochfelln, der mit 1.674 m Höhe zu den großen Aussichtsbergen des Chiemgaus gehört.

### Klima

Niederschlagsdiagramm

Der Jahresniederschlag beträgt 1695 mm. Über 98 % der Messorte des Deutschen Wetterdienstes zeigen niedrigere Werte an; der Niederschlag liegt somit im oberen Drittel. Der trockenste Monat ist der Februar; am meisten regnet es im Juni. Im niederschlagreichsten Monat fällt ca. 2,2mal mehr Regen, als im trockensten Monat. Die jahreszeitlichen Niederschlagschwankungen liegen im oberen Drittel. In über 98 % aller Orte schwankt der monatliche Niederschlag weniger.

## Geschichte

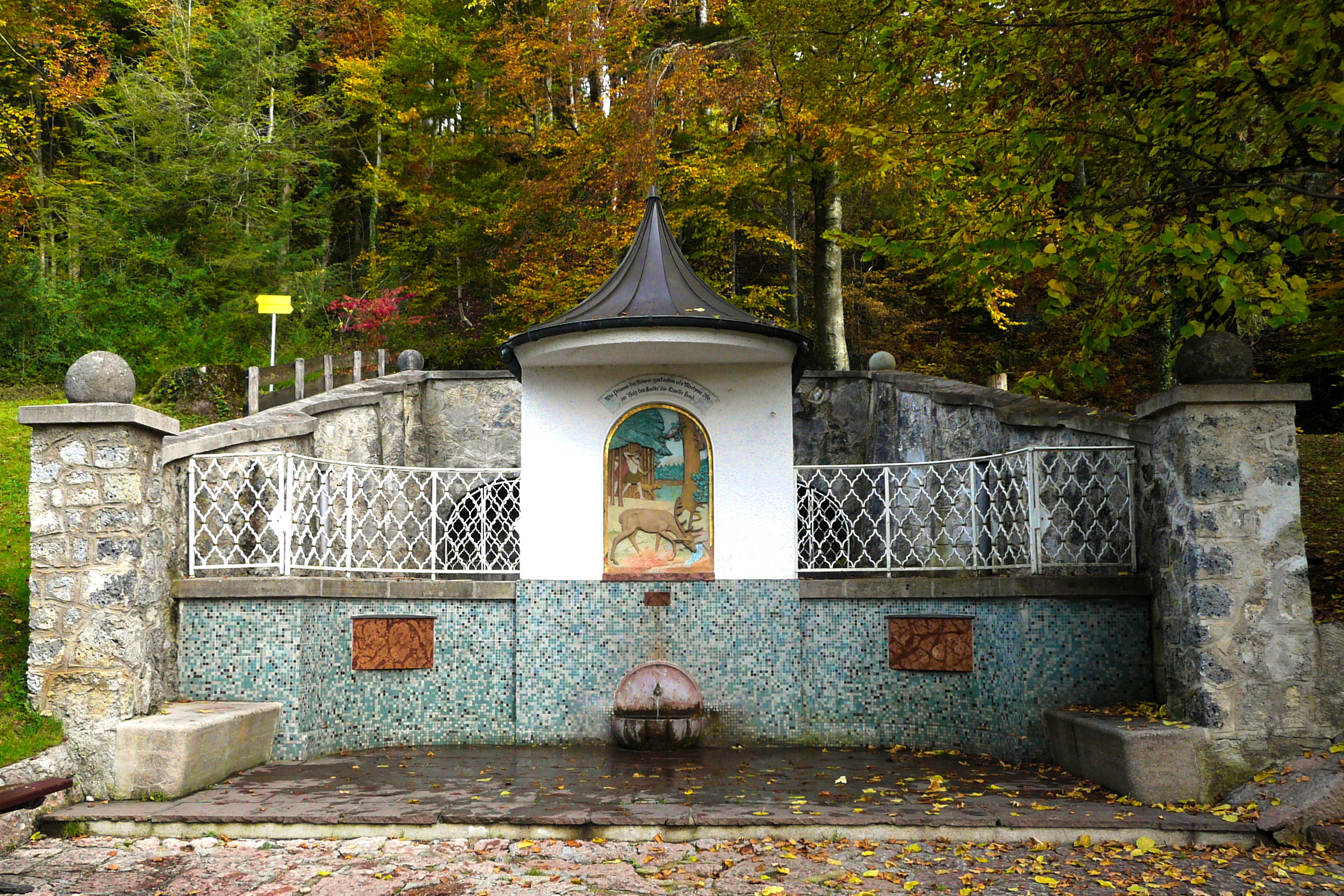
Brunnenhaus der Primusquelle mit öffentlich zugänglicher Entnahmestelle

Adelholzen gilt als eines der ältesten Heilbäder Bayerns. Der Legende nach soll die Quelle schon von einem römischen Legionär namens Primus entdeckt worden sein. Aufzeichnungen des Arztes Bopp aus dem Jahr 1629 besagen, dass bereits „vor vi[e]l[en] hundert Jahren“ ein reger Badebetrieb in Adelholzen herrschte. Im selben Jahr wurde Adelholzen zu einer adeligen Hofmark erhoben, der auch die niedere Gerichtsbarkeit zustand. 1695 erwarb der Architekt und Baumeister Caspar von Zuccalli Bad und Hofmark. 1840 wurde das Schloss und die angrenzenden Gebäude durch einen Brand zerstört. Georg Mayr aus Brunnthal bei München kaufte Grund und Heilquelle und begann 1843 einen neuen Badebetrieb. 1895 wurde die Adelholzener Primusquelle in den Handel gebracht.
Das Münchener Mutterhaus der Kongregation der Barmherzigen Schwestern erwarb Bad Adelholzen 1907 und gründete das Schwesternheim Bad Adelholzen. Der aus Gars stammende Alfons Haslberger (29. März 1885 – 9. April 1969), der über 50 Jahre als Kurat in Bad Adelholzen tätig war, hat sich große Verdienste um Bekanntmachung und Vertrieb des Adelholzener Heilwassers erworben. Alfons Haslberger kam 1912 als Kaplan nach Adelholzen; zu dieser Zeit waren ca. 100 Kurgäste im Haus. Das Quell- und Heilwasser wurde von den Schwestern anfangs mit einfachsten Mitteln zur Verfügung gestellt, 1919 wurde die erste elektrische Abfüllanlage errichtet.
1923 weilte der päpstliche Nuntius Pacelli, der spätere Papst Pius XII., zur Kur in Adelholzen. Während der Weltkriege wurde Adelholzen zum Lazarett umfunktioniert.
1939 wurde die Primusquelle „staatlich anerkannte Heilquelle“, 1946 erfolgte auch die amtliche Anerkennung als „Bad“. 1994 wurde aus der Adelholzener Primusquelle die Adelholzener Alpenquellen GmbH. Das Unternehmen hat heute 600 Mitarbeiter und gehört weiterhin der Kongregation der Barmherzigen Schwestern. Die Erlöse des Unternehmens gehen in soziale Projekte.

## Baudenkmäler
Siehe: Liste der Baudenkmäler in Bad Adelholzen

## Bodendenkmäler
Siehe: Liste der Bodendenkmäler in Siegsdorf